# Taupaki
La ville de Taupaki est une localité située dans le district de Rodney, qui fait partie de la région d' Auckland dans l'île du Nord de la Nouvelle-Zélande.

## Municipalités limitrophes
La ligne de chemin de fer de la ligne du Nord d’Auckland (en) passe à travers le secteur ,.

## Population
La population de Taupaki et de ses environs était évaluée à 882 habitants en 2013 lors du recensement de 2013 en Nouvelle-Zélande, en augmentation de 48 résidents par rapport à 2006.

## Éducation
L'école de Taupaki School est une école mixte assurant tout le primaire, (allant de l'année 1 à 8), avec un taux de taux de décile de 9 et un effectif de 234 élèves en mars 2019. L'école fut fondée en 1899, et a célébré son centenaire en 1999 .